# Cultura de Fiyi
La cultura de Fiyi es una mezcla de elementos locales  fiyianos, con aportes indios, europeos, chinos, y de otras nacionalidades. La cultura autóctona es una parte activa de la vida cotidiana de la gran mayoría de la población. Sin embargo, la misma ha evolucionado con la introducción de elementos culturales indios, chinos y europeos, y de diversas culturas de sus vecinos en el Pacífico; en particular de Tonga y del pueblo Rotuman. 

## Bailes y tradiciones en Fiyi
Sus bailes están dedicados principalmente a la adoración de su Dios O'Makel que era el dios de la semillas, utilizan remeras rotas  y plantas adornando los tobillos y las cabeza.